# 陳大河家族
陳大河家族，籍貫廣東潮州普寧，為香港「玩具大王」家族。

## 興起方法
- 陳大河的興起歷程：他在60年代在位於屯門創辦彩星玩具（彩星集團(0635.HK)前身），1984年開始進軍美國市場，並同時在香港交易所上市[1]。2020年3月5日逝世，終年87歲。[2]。

## 家族成員
- 陳大河
  - 陳俊懷
  - 陳俊豪+陳羅嘉玲